# Gynothemis
Gynothemis ist eine aus vier Arten bestehende Libellengattung. Die Gattung gehört zur Unterfamilie Trithemistinae und wurde 1909 durch Calvert beschrieben. Ris zitierte aber bereits vor Calverts Veröffentlichung aus dessen Manuskript in seinem ersten Libellulinen-Band. Als Generotyp diente ein Tier der bis dahin unbeschriebenen Art Gynothemis venipunctata. Das Verbreitungsgebiet erstreckt sich vom Südosten Venezuelas gen Süden an die Atlantikküste Brasiliens.

## Merkmale
Gynothemis-Arten sind vergleichsweise kleine Libellen und erreichen Längen zwischen 22 und 27 Millimetern. Der Hinterleib (Abdomen) ist zylindrisch und braun. Der Brustkorb (Thorax) hingegen ist dunkler und besitzt gelbe Streifen. Die Flügel sind bis auf einen Fleck am Ansatz durchsichtig.

## Habitat
Gynothemis-Imagines leben in Wäldern. Sie warten sitzend auf Blättern auf Beute.

## Systematik
Folgende Arten werden zur Gattung Gynothemis gezählt:
- Gynothemis aurea
- Gynothemis pumila
- Gynothemis uniseta
- Gynothemis venipunctata